# Rue Dalayrac (Fontenay-sous-Bois)
Pour les articles homonymes, voir Rue Dalayrac.
La rue Dalayrac est une voie de communication de Fontenay-sous-Bois. Elle suit le parcours de la route départementale 240A.

## Situation et accès
Située à l'ouest de Fontenay-sous-Bois, sur une ligne partageant également l'agglomération au Nord et au Sud, elle en parcourt un tiers de la longueur pour se terminer à la limite de Vincennes. Elle constitue schématiquement les limites sud des îlots IRIS Roublots 2 et 1.
Donc, selon une numérotation croissante, à l'est elle prolonge la rue Mauconseil juste après son intersection avec la rue du Commandant-Jean-Duhail — anciennement rue du Parc — puis elle se termine à l'ouest par le carrefour des Rigollots.
Elle dessert successivement les rues suivantes :
- rue des Carrières vers le nord ;
- rue Émile-Roux vers le sud ;
- rue Jules-Lepetit  vers le sud ;
- rue de la Maison-Rouge vers le nord ;
- rue Roublot vers le nord ;
- rue Pierre-Dulac vers le sud ;
- rue Jules-Ferry vers le nord et rue Jean-Jacques Rousseau vers le sud ;
- rue Eugène-Martin vers le nord et le sud.

## Origine du nom
Cette rue est ainsi nommée en hommage au compositeur Nicolas Dalayrac (1753-1809) qui vécut dans cette ville et est enterré au cimetière de Fontenay-sous-Bois.

## Historique
Le 16 janvier 1834, une délibération municipale décide de donner le nom de « rue Dalayrac » à la « rue Mauconseil-des-Champs » (qui n'était d'ailleurs que le prolongement de la rue Mauconseil) au numéro 7 de laquelle se trouvait la maison de campagne de Dalayrac.

## Bâtiments remarquables et lieux de mémoire

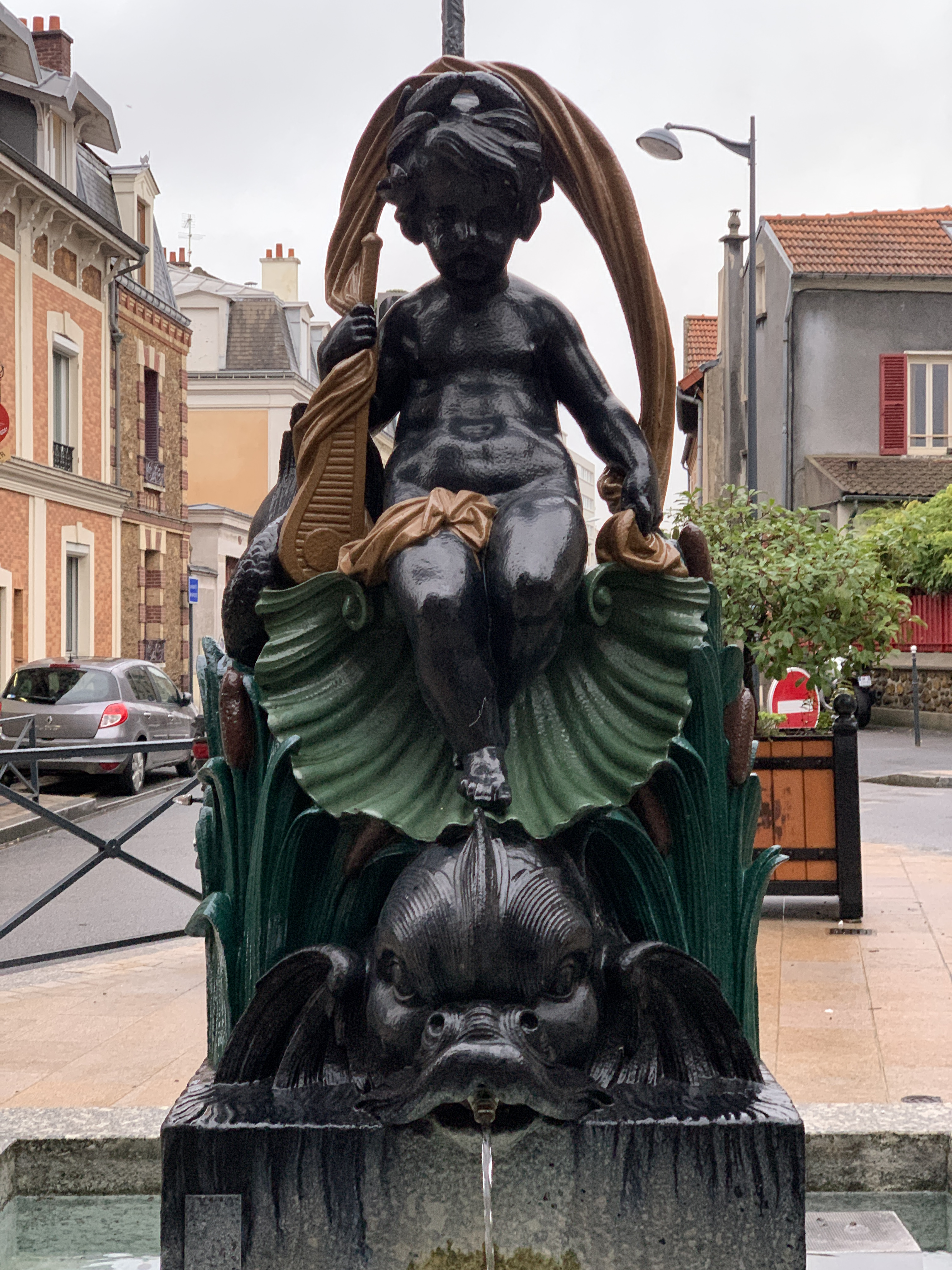
Fontaine des Rosettes.
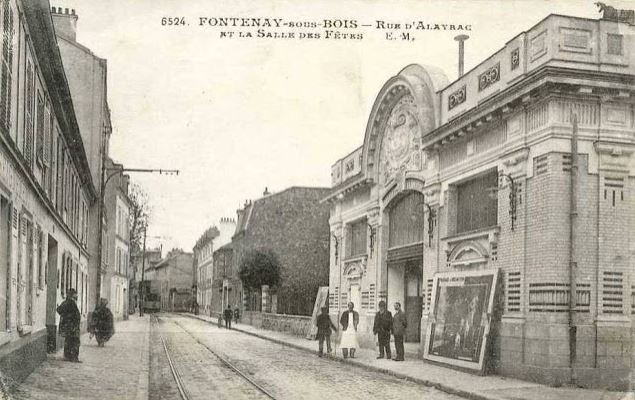
Salle des fêtes, n'existe plus.
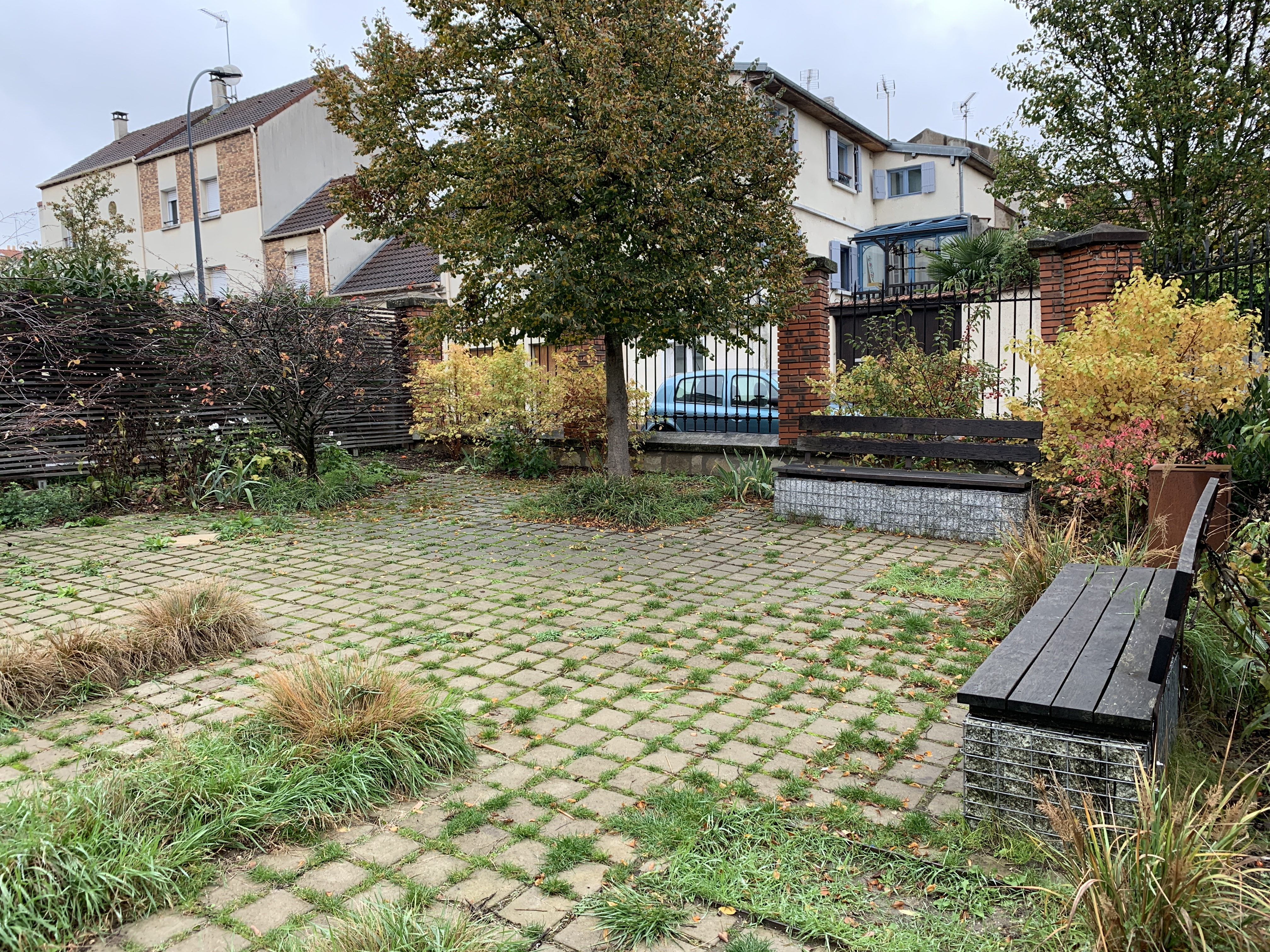
Square Dalayrac.
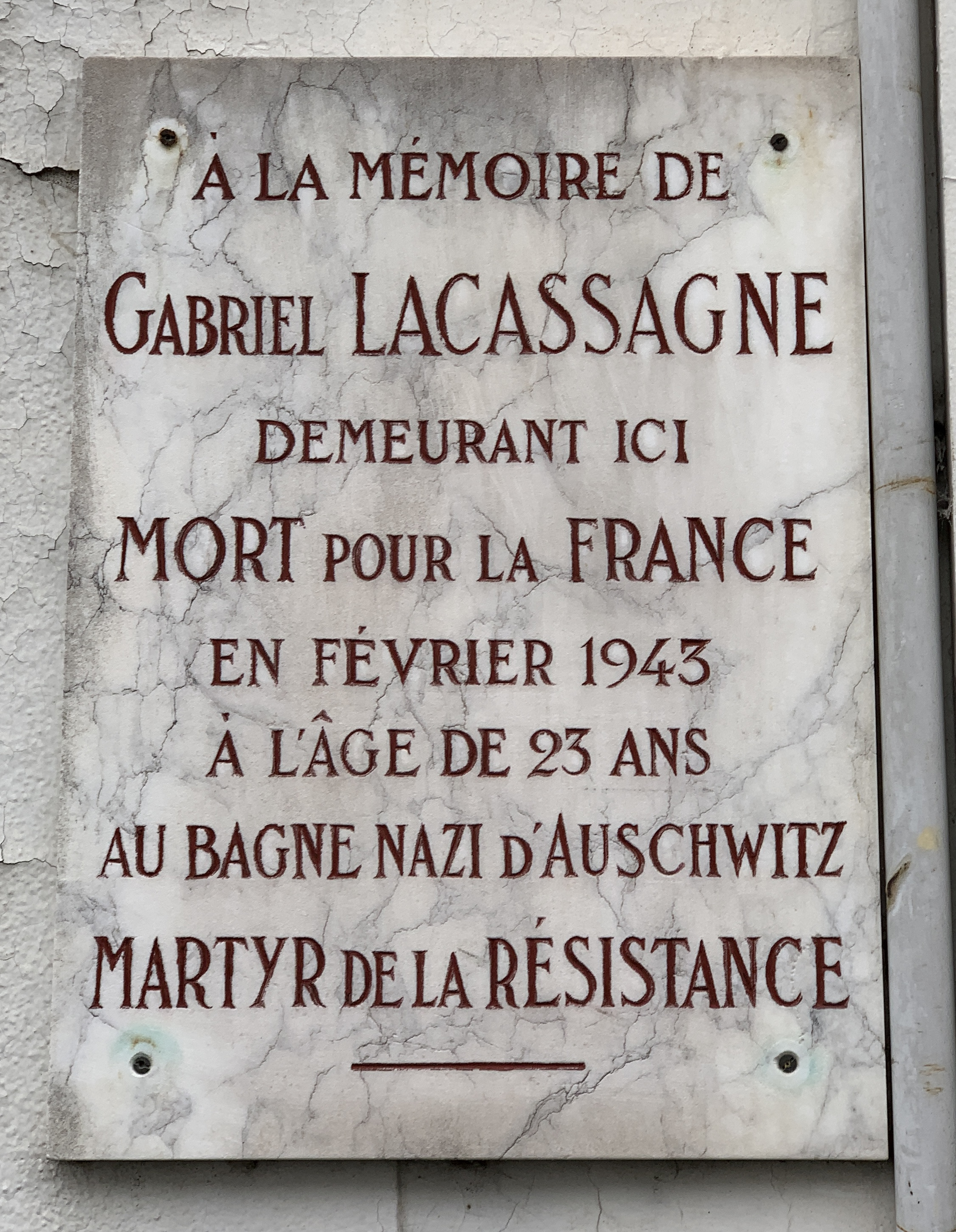
Plaque à la mémoire de Gabriel Lacassagne.

- Fontaine des Rosettes, installée en 1856[5],[6].
- Square Dalayrac[7]
- Square des Carrières[8].
- Au numéro 7, s'élevait une maison du XVIIe siècle ayant appartenu à Louis-Nicolas Brisset[9],[10]. En 1778, elle fut vendue à François-Coquebert de Montbret.
- Au numéro 15, se trouve une plaque à la mémoire de Gabriel Lacassagne, résistant[11], mort à Auschwitz en 1943[12]. La ville a donné son nom à la rue Gabriel-Lacassagne.
- Au numéro 23, ancienne salle des Fêtes[13].
- Au numéro 24 se trouvait la pension Moucheront, ce pensionnat de garçons est devenu ultérieurement l'institution Barbe[14].
- Au numéro 53, le peintre Léopold Levert a été domicilié.